# Jaime Sin

Stemma del cardinale Jaime Sin come arcivescovo di Jaro

Jaime Lachica Sin (New Washington, 31 agosto 1928 – San Juan, 21 giugno 2005) è stato un cardinale e arcivescovo cattolico filippino.

## Biografia
Nacque il 31 agosto 1928 a New Washington da Juan Sin, un mercante di origine cinese, e Máxima Lachica, un Aklanon etnico. "Jim" come era conosciuto, era il preferito di sua madre. Come il 14º di 16 bambini era dolorosamente sottile, bambino asmatico, che spesso utilizzato per coccolare tra i suoi genitori a dormire la notte. Quando chiese alla sua infermiera perché sua madre gli dedicasse tanta attenzione, gli fu detto che era "il più debole e il più brutto della covata".
Formazione e ministero sacerdotale
Lasciò la sua casa d'infanzia e la sua famiglia per studiare nel seminario di St. Vincent Ferrer e fu ordinato sacerdote dell'arcidiocesi di Jaro il 3 aprile 1954. Fu il primo rettore del seminario di St. Pius X a Lawaan Hills, Roxas City, Capiz, in servizio dal 1957 al 1967. Il 29 febbraio 1960 fu nominato prelato domestico (ora chiamato prelato onorario, con il titolo di monsignore).
Vescovo ausiliare di Jaro
Fu nominato vescovo ausiliare di Jaro il 10 febbraio 1967 e fu consacrato vescovo della sede titolare di Obba il 18 marzo di quell'anno.
Arcivescovo di Jaro
Il 15 marzo 1972 fu nominato arcivescovo coadiutore di Jaro, assumendo incarichi amministrativi nell'arcidiocesi, pur mantenendo la sede titolare di Massa Lubrense. L'8 ottobre 1972 fu nominato arcivescovo di Jaro.
Arcivescovo di Manila
Il 21 gennaio 1974 fu nominato arcivescovo di Manila. Seppur riluttante ad assumere il ruolo di leader della Chiesa cattolica nel proprio Paese, il 19 marzo 1974 prese possesso dell'arcidiocesi, divenendo così il terzo arcivescovo nativo delle Filippine, interrompendo secoli nei quali la cattedra era stata retta arcivescovi spagnoli, americani e irlandesi.
Il 24 maggio 1976 papa Paolo VI lo creò cardinale presbitero di Santa Maria ai Monti. Partecipò come cardinale elettore ai conclavi dell'agosto 1978 e dell'ottobre 1978 che elessero rispettivamente i papi Giovanni Paolo I e Giovanni Paolo II. Nel conclave di agosto, Sin pronosticò ad Albino Luciani l'ascesa al soglio pontificio; il patriarca di Venezia, una volta eletto, gli disse: "Tu eri un profeta, ma il mio regno sarà breve". Rimase il più giovane membro del collegio cardinalizio fino al 1983.
In terra filippina, non mancò chi fece umorismo sul suo cognome ("sin" in inglese può infatti significare peccato mortale); il presule stesso era del resto molto autoironico e soleva accogliere gli ospiti che gli rendevano visita a Villa San Miguel, il palazzo arcivescovile di Mandaluyong, cone le parole: "Benvenuti nella casa del peccato".

### Rivoluzione EDSA
Gli eventi nelle Filippine sotto il presidente Ferdinand Marcos costrinsero Sin, quale leader spirituale dei cattolici filippini, a prendere posizione. Il cardinale fu testimone diretto delle malversazioni del regime e del crescente malcontento popolare per il dominio dittatoriale di Marcos e sua moglie, Imelda. Nel giro di sei mesi dalla sua nomina a arcivescovo, Sin attaccò le autorità in riferimento all'irruzione in un seminario di Manila per il sospetto che vi fossero nascosti dei ribelli. Il Cardinale fece appello ai filippini di tutte le religioni affinché seguissero gli insegnamenti di Gesù nei Vangeli e usassero mezzi pacifici per cambiare la situazione politica nelle Filippine.
A partire dagli anni settanta, il cardinale Sin fu tra i leader che fecero pubblicamente pressioni sul presidente Marcos per porre fine alla legge marziale, con la preoccupazione che i radicali di sinistra avrebbero rovesciato il governo. Sin alla fine ha deciso di parlare a sostegno di Corazon Aquino, la vedova del leader dell'opposizione assassinato Benigno Aquino Jr., nel chiedere la fine della legge marziale. Questo portò a massicce manifestazioni popolari, spesso guidate da suore che la polizia antisommossa non osava attaccare. Nel febbraio 1986, Sin invitò i filippini a circondare la polizia e il quartier generale militare a Manila per proteggere l'allora vice capo di stato maggiore militare Fidel Ramos, che aveva rotto con Marcos. Più di un milione di persone scesero in strada pregando il rosario e cantando inni in un abbraccio che ha protetto i ribelli anti-governativi dagli attacchi. Alcuni soldati hanno deciso di unirsi ai manifestanti.
In quella che in seguito divenne nota come la Rivoluzione del Potere Popolare, Marcos, la sua famiglia e i suoi consiglieri stretti furono costretti a fuggire dalle Filippine e si stabilirono a Honolulu, Hawaii, USA, su invito del presidente degli Stati Uniti Ronald Reagan. Il cardinale Sin, insieme ai presidenti Corazon Aquino e Fidel Ramos, divenne noto ai filippini come uno degli architetti del Movimento del Potere Popolare.

### Dimissioni e morte
Sin si ritirò da arcivescovo di Manila il 15 settembre 2003; gli succedette l'arcivescovo di Lipa Gaudencio Borbon Rosales. 
Da tempo affetto da una malattia renale cronica causata dal diabete, per la precarietà delle proprie condizioni di salute dovette rinunciare alla partecipazione al conclave papale del 2005 (sarebbe stato il terzo per lui) che elesse papa Benedetto XVI. 
Il 19 giugno 2005 fu ricoverato al Cardinal Santos Medical Center di San Juan, a causa di una leggera ma persistente febbre; il quadro clinicò tuttavia precipitò velocemente e il cardinale Sin morì di insufficienza renale il 21 giugno 2005. Il governo gli ha concesso l'onore di un funerale di Stato e un periodo di lutto nazionale attraverso il Proclama presidenziale n. 863, s. 2005 firmato dal presidente Gloria Macapagal Arroyo. Fu sepolto accanto ai suoi tre immediati predecessori nella cripta della Cattedrale di Manila dopo un funerale a cui parteciparono migliaia di filippini.

## Genealogia episcopale e successione apostolica
La genealogia episcopale è:
- Cardinale Scipione Rebiba
- Cardinale Giulio Antonio Santori
- Cardinale Girolamo Bernerio, O.P.
- Arcivescovo Galeazzo Sanvitale
- Cardinale Ludovico Ludovisi
- Cardinale Luigi Caetani
- Cardinale Ulderico Carpegna
- Cardinale Paluzzo Paluzzi Altieri degli Albertoni
- Papa Benedetto XIII
- Papa Benedetto XIV
- Cardinale Enrico Enriquez
- Arcivescovo Manuel Quintano Bonifaz
- Cardinale Buenaventura Córdoba Espinosa de la Cerda
- Cardinale Giuseppe Maria Doria Pamphilj
- Papa Pio VIII
- Papa Pio IX
- Cardinale Gustav Adolf von Hohenlohe-Schillingsfürst
- Arcivescovo Salvatore Magnasco
- Cardinale Gaetano Alimonda
- Cardinale Giovanni Cagliero, S.D.B.
- Arcivescovo Guglielmo Piani, S.D.B.
- Arcivescovo José Maria Cuenco
- Arcivescovo Antonio Floro Frondosa
- Cardinale Jaime Lachica Sin

La successione apostolica è:
- Vescovo Antonio Isauro Alzate Buenafe (1976)
- Vescovo Federico Ocampo Escaler, S.I. (1976)
- Vescovo Generoso Cambronero Camiña, P.M.E. (1978)
- Vescovo Manuel Cruz Sobreviñas (1979)
- Vescovo Lucilo Barrameda Quiambao (1982)
- Vescovo Warlito Cajandig y Itcuas (1989)
- Vescovo Crisostomo Ayson Yalung (1994)
- Arcivescovo Rolando Octavus Joven Tria Tirona, O.C.D. (1994)
- Vescovo Pedro Dulay Arigo (1996)
- Vescovo Jose Paala Salazar, O.P. (1996)
- Vescovo Jesse Eugenio Mercado (1997)
- Vescovo Honesto Flores Ongtioco (1998)
- Arcivescovo Socrates Buenaventura Villegas (2001)
- Vescovo Nereo Page Odchimar (2001)
- Cardinale Luis Antonio Gokim Tagle (2001)
- Vescovo Jose Corazon Tumbagahan Tala-oc (2003)